# Blinky Palermo
Blinky Palermo, pseudonimo di Peter Heisterkamp, nato Schwarze (Lipsia, 2 giugno 1943 – Vihamanaafushi, 18 febbraio 1977), è stato un pittore tedesco.

## Biografia
Peter Schwarze, col fratello gemello Michael, viene adottato da bambino e cambia il cognome in Heisterkamp. Nel 1962 si iscrive all'Accademia di Düsseldorf, dove studia con Joseph Beuys. Nel 1964 adotta il nome d'arte Blinky Palermo, da un noto mafioso italo-americano, promotore di incontri di pugilato. Nel 1968 espone alla galleria Heiner Friedrich di Monaco. Nel 1970 visita New York con Gerhard Richter e vi trasferisce il proprio studio nel 1973. Partecipa ad una settantina di mostre e rappresenta la Germania alla Biennale di San Paolo del Brasile nel 1975.
Morì a 33 anni, nel 1977, durante un viaggio alle Maldive, sull'isola turistica di Vihamanaafushi/Kurumba per cause definite misteriose ma che potrebbero celare i problemi dell'artista con le droghe.

## Stile
Blinky Palermo rinuncia ad ogni riferimento alla realtà e concentra la sua attenzione e quella degli spettatori sui valori espressivi dei colori e sulla loro carica emotiva e spirituale. Fonti di ispirazione a cui l'artista guarda con interesse sono le opere degli esponenti del movimento Color Field, e cioè Barnett Newman, Mark Rothko, Clyfford Still e Ad Reinhardt.

## Mostre (selezione)
Isgesamt fanden 70 Palermo-Ausstellungen zu Lebzeiten des Künstlers statt.
- 1972: documenta 5 a Kassel.
- 1975: espone insieme a Baselitz e Polke alla XIII Biennale di San Paolo.
- 1993: Kunstmuseum Bonn.
- 1983: Museum of Modern Art (MoMA).
- 1984: Kunstmuseum Winterthur.